# Paul Bley
Hyman Paul Bley (født 10. november 1932 i Montreal, Canada, død 3. januar 2016) var en canadisk jazzpianist og -komponist.
Bley emigrerede tidligt til USA, hvor han hurtigt kom ind på jazzscenen, grundet sin personlige stil.
Han var free jazz-pianist, men spillede med mange store jazznavne så som Charlie Parker, Art Blakey, Charles Mingus, Ornette Coleman, Don Cherry, Bill Elgart og Gary Peacock etc.
Han fik sit gennembrud med egne trioer i 1960'erne, og turnerede verden over.